# Kloster der Schwestern vom armen Kinde Jesu (Wien)

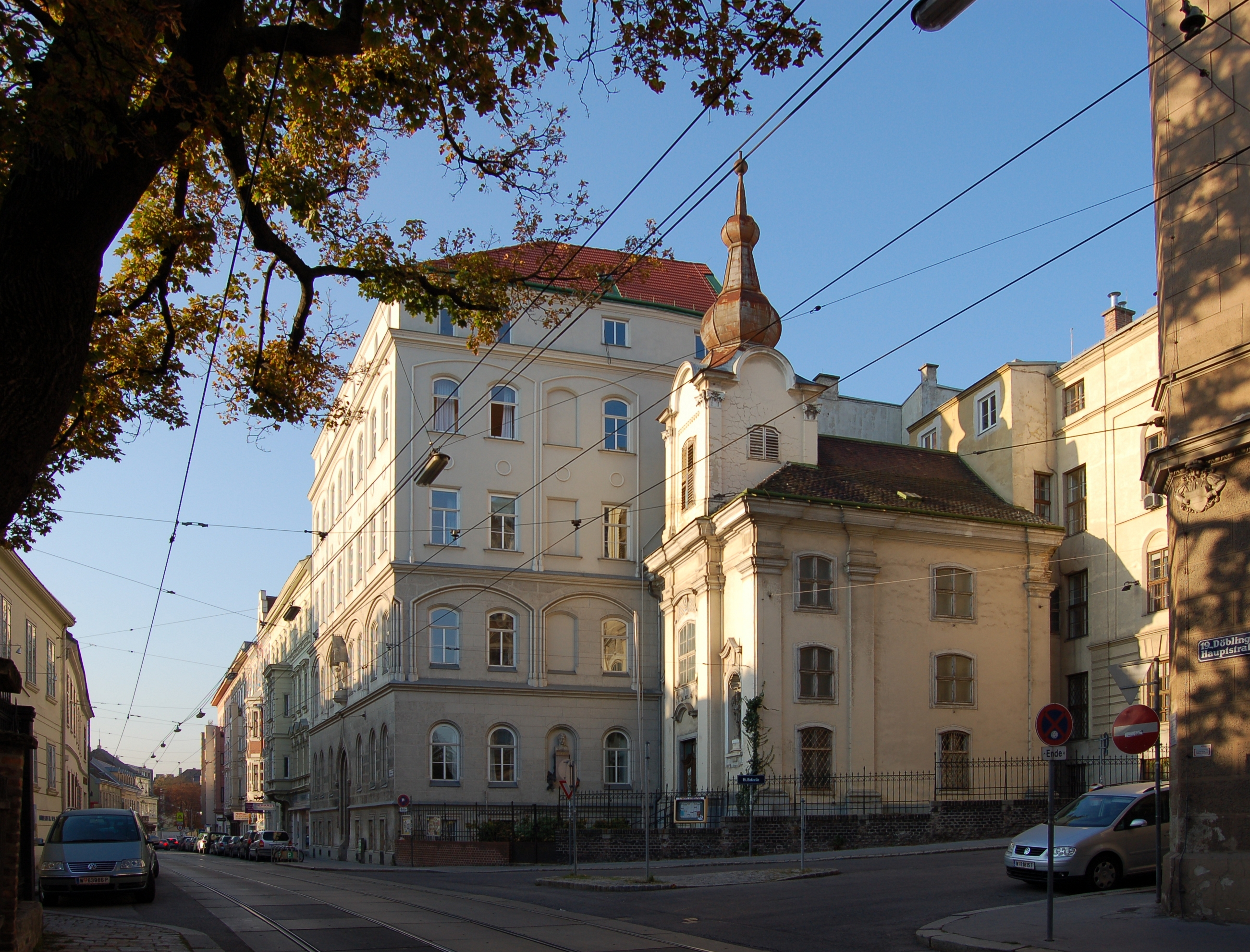
Johannes-Nepomuk-Kapelle, ursprünglich freistehend, nun an zwei Seiten am späteren Kloster angebaut, Döblinger Hauptstraße Ecke Hofzeile

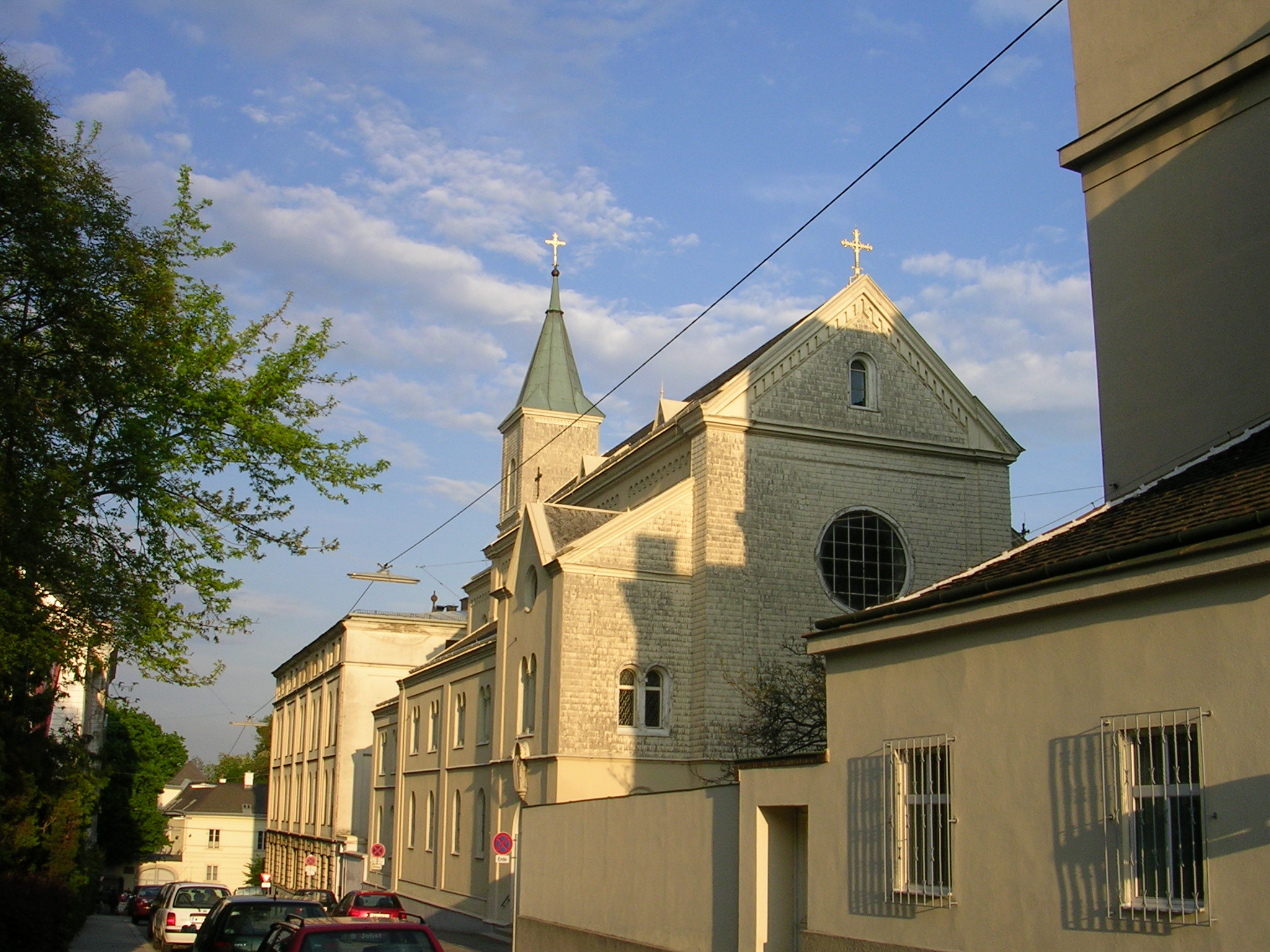
Klosterkirche Hl. Familie in der Hofzeile

Das Kloster der Schwestern vom armen Kinde Jesu ist ein Schwesternkloster im Stadtteil Oberdöbling des 19. Wiener Gemeindebezirks Döbling. Das Kloster umfasst dabei auch eine römisch-katholische Klosterkirche und das Schulzentrum Maria Regina (informell nach seiner Lage auch als Hofzeile bekannt) mit Kindergarten, Volksschule, BG/BRG, Bildungsanstalt für Elementarpädagogik (BAfEP) und Hort.

## Geschichte
1857 kamen die Schwestern vom armen Kinde Jesus nach Wien und kauften ein älteres Haus in der Döblinger Hauptstraße 83 und die Johann Nepomuk-Kapelle. Nach dem Abbruch des Hauses errichteten die Schwestern des katholischen Schulordens das noch heute bestehende Eckgebäude und errichteten in der Hofzeile Schulbauten, wo es auch eine inzwischen eingestellte Lehrerinnenausbildungsstätte gab.

## Johann Nepomuk-Kapelle
Die Klosterkapelle existierte bereits vor der Ankunft der Klosterschwestern in Döbling. Der Wiener Bürger Wolff Josef Hoffmändl von Mangeram hatte sie zwischen 1726 und 1739 als Privatkapelle errichten lassen. Oberdöbling war zu dieser Zeit bereits zu einem beliebten Sommerfrischeort geworden und vielfach wurde die mittelalterliche Pfarrkirche als zu klein empfunden. Die hier tätigen Geistlichen aus Lichtental bzw. Währing wurden privat entlohnt. Als 1783 Kaiser Joseph II. die Kirchenorganisation Österreichs neu gestaltete, kam er angeblich selbst nach Oberdöbling, um zu entscheiden ob die benachbarte Kirche St. Paul oder die private Kapelle zur neuen Pfarrkirche Döblings erhoben werden sollte. Die Wahl fiel schließlich auf St. Paul, die Johann-Nepomuk-Kapelle wurde hingegen 1785 geschlossen und die Einrichtung versteigert. Die entweihte Kapelle verkaufte man an einen Tischler, der sie als Lager verwendete. Da die St. Pauls Kirche jedoch sehr desolat war, und noch immer keine Instandsetzung stattgefunden hatte, stellte man 1794 den Antrag die Kirche wieder verwenden zu dürfen. Es wurde daraufhin tatsächlich wieder geweiht und neu eingerichtet. Zwischen 1826 und 1829, als ein Neubau der St. Paulskirche erfolgte, diente die Kirche sogar als Pfarrkirche. Danach wurde das Gebäude neuerlich entweiht und als erster Döblinger Theatersaal verwendet. Doch auch diese Phase dauerte nur kurz. 1861 wurde die Kirche von den Schwestern erneut geweiht. Bereits 1885 ließen die Schwestern auf Grund der ansteigenden Zahl von Schülerinnen eine neue Kirche errichten und entweihten die kleine Kirche erneut. Nun wurde in der Kirche eine Zwischendecke eingezogen, wobei der obere liegende Teil für Versammlungen, der untere als Speisesaal verwendet wurde. Diese Trennung besteht bis heute. An der Hauptfassade sind noch die Figuren des heiligen Florian und des heiligen Leopold sichtbar.

## Klosterkirche Hl. Familie

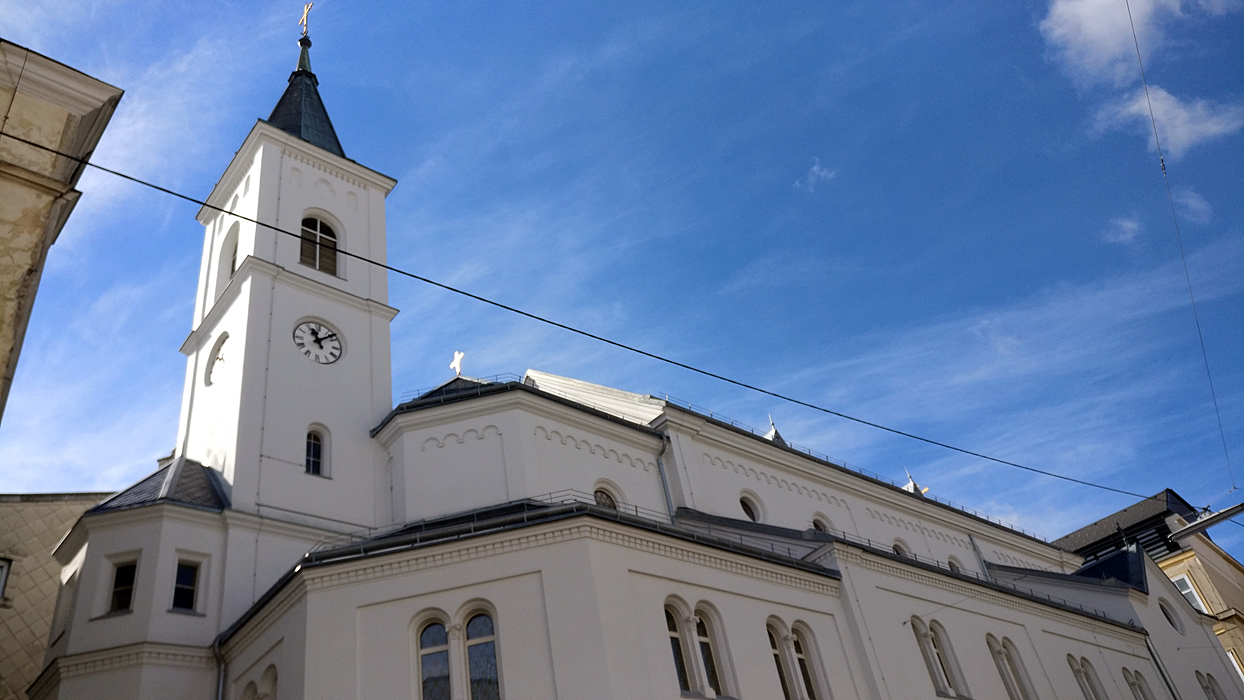
Klosterkirche nach der Aussenrenovation

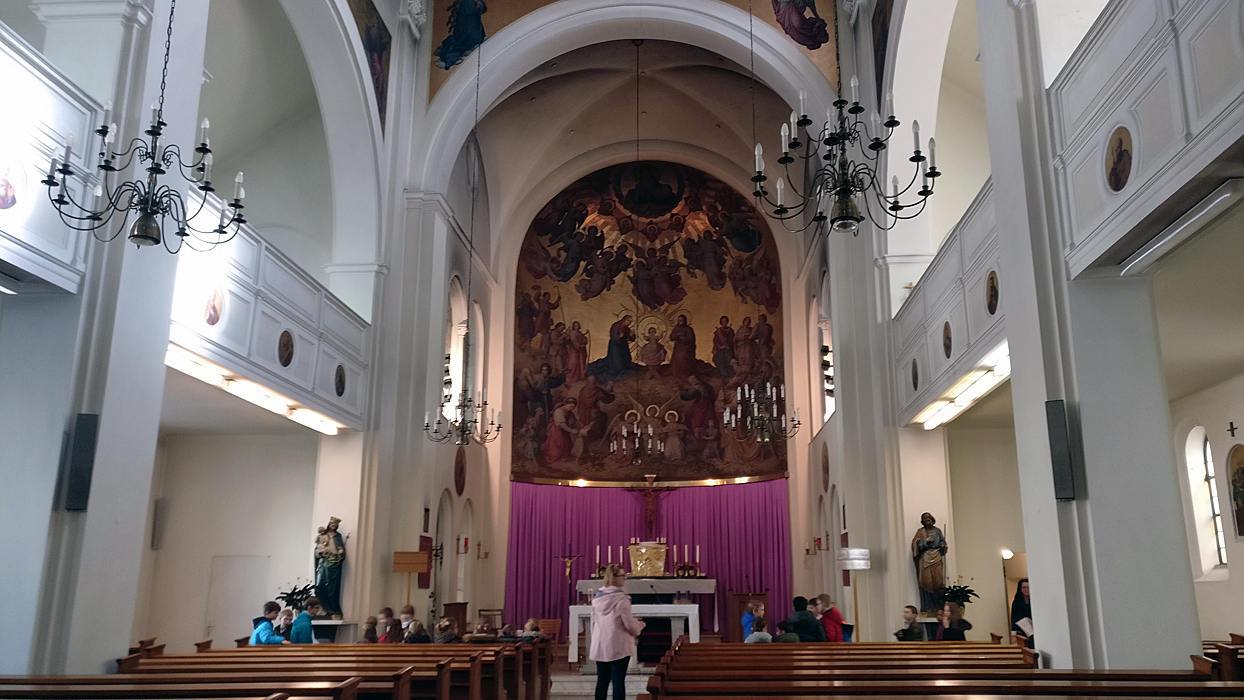
Inneres der Klosterkirche

Die schlichte Emporenbasilika mit einer Giebelfassade im späthistoristischen Stil mit romanisierenden Formen mit einem eingezogenen Chor und einem angestellten Turm steht mit der nördlichen Längsfassade in der Straßenflucht der Hofzeile. Die Klosterkirche wurde von 1885 bis 1886 nach den Plänen des Architekten Friedrich Luckner erbaut und 1887 geweiht.
Figürliche Malereien schuf 1884 der Maler Josef Kastner, zwei Holzfiguren Madonna und Josef schuf 1886 der Bildhauer Leopold Kastner, Kreuzwegbilder auf Blech schuf 1897 die Malerin Maria Schöffmann. Es gibt eine Glocke von Franz Josef Scheichel aus dem Jahr 1766.